# Horní Bříza (nádraží)
Horní Bříza je železniční stanice v severovýchodní části města Horní Bříza v okrese Plzeň-sever v Plzeňském kraji, nedaleko Bílého potoka. Leží na neelektrizované jednokolejné trati Plzeň–Žatec. Dále se ve městě nachází železniční zastávka Horní Bříza zastávka.

## Historie
Stanice byla otevřena 21. ledna 1873 při zahájení provozu trati společnosti Plzeňsko-březenská dráha (EPPK) v úseku z Plzně do Plas. Celistvé dopravní spojení přes Žabokliky do stanice Březno u Chomutova bylo zprovozněno 8. srpna 1873. Budova vznikla dle typizovaného stavebního vzoru. S rostoucí vytížeností trati související s těžbou kaolinu v okolí Horní Břízy byla roku 1889 vystavěna nová budova nádraží.
Po zestátnění společnosti 1. července 1884 v Rakousku-Uhersku pak obsluhovala stanici jedna společnost, Císařsko-královské státní dráhy (kkStB), po roce 1918 pak správu přebraly Československé státní dráhy.

## Popis
Nacházejí se zde dvě nekrytá nástupiště, k příchodu k vlakům slouží přechody přes koleje.